# Alessandro de' Medici
Alessandro "il Moro" de' Medici (Florence, 22 juli 1510 – aldaar, 6 januari 1537) was hertog van Penne en Florence uit het huis de' Medici.
Hij was een zoon van de jonge Giulio de' Medici (de latere paus Clemens VII) en – vermoedelijk – Simonetta da Collavechio, zijn Moorse maîtresse. Oorspronkelijk werd gedacht dat hij een zoon was van Lorenzo II. Vanwege zijn Moorse moeder kreeg hij de bijnaam il Moro ("de Moor").
Hoewel hij een buitenechtelijk kind was, werd Alessandro in 1531 hertog van Florence. Hij was de laatste van de oude generatie de' Medici's die regeerde over Florence en de eerste die hertog werd.
In mei 1527 werden de de' Medici's van de troon gestoten, waarop de familie en de aanhangers vluchtten. Aansluitend werd Florence een republiek. In 1530 bracht Giulio de de' Medici's weer aan de macht. Toen hij paus werd, gaf hij het leiderschap over Florence over aan de 13 jaar oude Alessandro, met als regent kardinaal Silvio Passerini.
Alessandro's bestuur werd grof, vernederend en onbekwaam genoemd.
In 1535 stuurde de Florentijnse oppositie Alessandro's neef Ippolito naar keizer Karel V voor een bespreking over diens bestuur. Ippolito stierf tijdens die reis, mogelijk aan vergiftiging in opdracht van Alessandro.
De keizer steunde Alessandro in de strijd tegen de republikeinen: in 1536 trad Alessandro in het huwelijk met Margaretha van Parma, een buitenechtelijke dochter van de keizer. Alessandro hield echter zijn maîtresse aan, Taddea Malespina, de moeder van zijn twee kinderen.
Alessandro werd vermoord door Lorenzino de' Medici, ook wel Lorenzaccio (slechte Lorenzino), een verre neef van hem.

## Huwelijk
Op 29 februari 1536 trouwde Alessandro in Rome met Margaretha van Parma (1522-1586), een bastaarddochter van keizer Karel V.

## Nalatenschap
Een overblijfsel van Alessandro's bestuur, dat als symbool geldt voor de onderdrukking van de de' Medici's, is het Fortezza da Basso, een indrukwekkend historisch monument in Florence.